# 子どもの国
『子どもの国』（こどものくに、英: Children's Land）は、湯山昭が作曲した20曲からなるピアノ小曲集である。

## 概要
1967年1月から半年間「音楽の友」に連載され、同年10月に音楽之友社にて刊行された。2010年6月には、2001年に編曲された「いいことがありそう!」の連弾版が追加され、増補版として刊行された。刊行以来、今日でも日本中の子どもたちに愛奏され、「お菓子の世界」と共に愛され続けられているロングセラー・ピアノ曲集である。

## 構成
- 第1曲：いいことがありそう!
- 第2曲：ワルツ
- 第3曲：赤い紙風船
- 第4曲：星の国の物語
- 第5曲：フランス人形
- 第6曲：悲しい夢
- 第7曲：童話
- 第8曲：レーシングカー
- 第9曲：あくび
- 第10曲：ジャズ
- 第11曲：ともだち
- 第12曲：熱帯魚
- 第13曲：ゴーカート
- 第14曲：水たまりにうつった世界
- 第15曲：ホップ ステップ ジャンプ
- 第16曲：あつそうね ひまわりさん!
- 第17曲：ティーカップ
- 第18曲：宇宙ステーション
- 第19曲：電子計算機（コンピューター）
- 第20曲：なぞなぞ

## 楽譜
- 『ピアノ曲集 こどもの国 [増補版]/湯山昭』音楽之友社 2010年ISBN 978-4276457133